# Новопокровський сільський округ (Узункольський район)
Новопокро́вський сільський округ (каз. Новопокров ауылдық округі, рос. Новопокровский сельский округ) — адміністративна одиниця у складі Узункольського району Костанайської області Казахстану. Адміністративний центр — село Новопокровка.
Населення — 1130 осіб (2021; 2384 у 2009, 3241 у 1999, 4200 у 1989).
Станом на 1989 рік існували Куйбишевська сільська рада (села Варваровка, Каратал) та Новопокровська сільська рада (села Воскресеновка, Нововасильєвка, Новопокровка, Уйкескен). Села Каратал, Нововасильєвка та Уйкескен були ліквідовані 2014 року, Куйбишевський сільський округ перетворено в Варваровську сільську адміністрацію. 2019 року була ліквідована Варваровська сільська адміністрація, територія включена до складу Новопокровського сільського округу.

## Склад
До складу адміністрації входять такі населені пункти:
| Населений пункт      | Старі назви | Населення, осіб (1989) | Населення, осіб (1999) | Населення, осіб (2009) | Населення, осіб (2021) |
| -------------------- | ----------- | ---------------------- | ---------------------- | ---------------------- | ---------------------- |
| Варваровка, село     | -           | 1387                   | 967                    | 701                    | 325                    |
| Воскресеновка, село  | -           | 482                    | 419                    | 347                    | 115                    |
| --Уйкескен, село     | -           | 194                    | 141                    | 42                     | 2                      |
| Каратал, село        | -           | 188                    | 169                    | 35                     | -                      |
| Нововасильєвка, село | -           | 372                    | 268                    | 29                     | -                      |
| Новопокровка, село   | -           | 1577                   | 1277                   | 1230                   | 688                    |